# Renée Franke

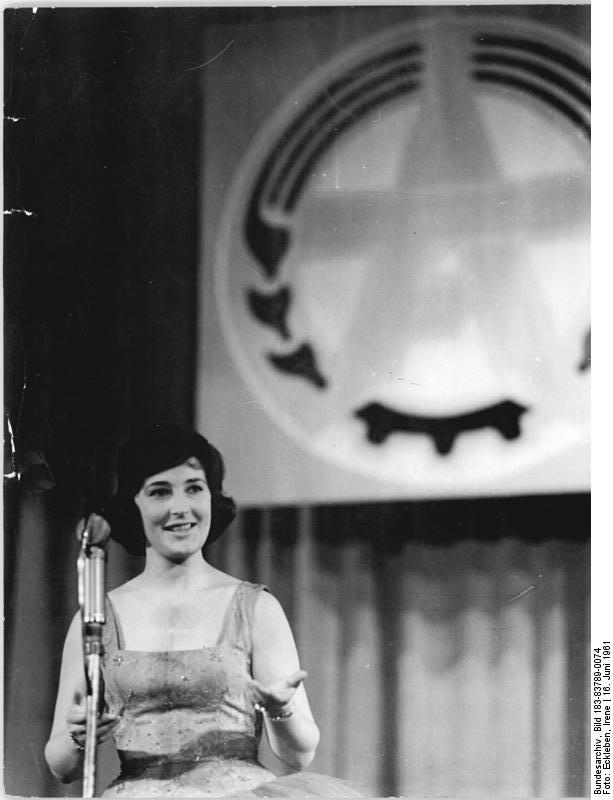
Renée Franke, 1961

Renée Franke (* 4. Mai 1928 in Hamburg als Gisela Beyer; † 9. November 2011 in München) war eine deutsche Schlagersängerin, die insbesondere in den 1950er Jahren erfolgreich war.

## Leben und Karriere
Gisela Beyer arbeitete zuerst als Telefonistin im Fernamt Hamburg, später als Aufsicht für die Telefonzentrale der britischen Militärregierung. Sie beteiligte sich beim Vorsingen im Studio des britischen Soldatensenders British Forces Network (BFN). Daraufhin vermittelte ihr Benny de Weille einen Schallplattenvertrag bei Polydor und Gisela Beyer nahm den Künstlernamen „Renée Franke“ an.
Aus dem Jahr 1950 stammt das Lied "C’est si bon", präsentiert von Renée Franke und Cyprys (Musik/Text: Beth/Siegel/de Weille). Die Künstlerin sang im Duo mit Heinz Erhardt und insbesondere Detlev Lais, deren Lied Eine weiße Hochzeitskutsche (1952) ein großer Erfolg war. Ein Novum war ihre Werbeaufnahme für die Seife Luxor. Ihr Leben wurde 1954 mit dem Film Fräulein vom Amt (mit Bully Buhlan, Renate Holm und Georg Thomalla) verfilmt. In einigen Filmen trat sie als Sängerin auf und lieh Gardy Granass und Johanna Matz ihre Gesangsstimme. Am 25. Februar 1961 nahm sie unter dem Motto Die Schlagerparade an der deutschen Vorentscheidung zum Grand Prix Eurovision de la Chanson mit dem Lied Napolitano teil. Danach wurde es in den Medien still um die Schlagersängerin.
1962 bekam sie ein Angebot vom NDR für die tägliche Sendung Hallo Nachbarn, wo man ihr die Rolle als „singende Aktualität“ zuwies. Dieser damals umstrittenen Sendung blieb sie vier Jahre lang treu. In dieser Zeit ging sie öfter auf Tourneen, die sie durch ganz Deutschland führten. Nach Auftritten im Zwickauer Groß-Varieté Lindenhof wurde 1960 ihr Interesse am Amateurfunk geweckt. Sie bestand die Prüfung zur Amateurfunklizenz und war danach unter dem Amateurfunkrufzeichen DJ6RF auf Kurzwelle aktiv. Als Stargast des DARC nahm sie 1961 an der Internationalen Funkausstellung in Berlin teil. 1965 moderierte sie eine Fernsehsendung über Amateurfunk. In der zweiten Hälfte der 1960er-Jahre gab sie ihre Amateurfunklizenz wieder zurück. Ihr ehemaliges Rufzeichen wurde inzwischen neu vergeben.
Mitte der 1960er-Jahre wurde der Bayerische Rundfunk auf sie aufmerksam und sie folgte dem Ruf des Senders als Radiomoderatorin nach München. Nach ihrer ersten und einzigen Faschingssendung 1966 moderierte sie bei diesem Sender bis 1993 ihre eigene Sendung Rendezvous um Mitternacht sowie im Wechsel mit anderen Moderatoren auf Bayern 1 u. a. die Sendungen Gut aufgelegt, Funkpost am Samstag und Stars ohne Grenzen. Insgesamt moderierte sie für den Bayerischen Rundfunk etwa 1400 Sendungen. Renée Franke, die bis zu ihrem Tod in München lebte, gehörte in den 1960er Jahren zusammen mit Elfie Pertramer, Marianne Koch und Petra Schürmann zum deutschlandweit bekanntesten Moderatorinnenteam des Bayerischen Rundfunks.

## Tonträger (Auswahl)
- 1986: Renée Franke – Ding Dong Boogie (Bear Family Records)
- 1999: Renée Franke – Musikverrückt (Bear Family Records)
- 1999: Renée Franke – Die weiße Hochzeitskutsche (Bear Family Records)
- 2005: Renée Franke – Baby, es regnet doch (Membran Music)
- 2017: Renée Franke – 50 große Erfolge (Doppelalbum) (MusicTales)